# 詹姆斯·莫理斯
詹姆斯·莫理斯爵士（英語：Sir James Mirrlees，1936年7月5日—2018年8月29日），英國經濟學家。他因「在資訊經濟學理論領域做出了重大貢獻，尤其是不對稱資訊條件下的經濟激勵理論」，獲得1996年諾貝爾經濟學獎。

## 生平
莫理斯就讀於愛丁堡大學（数学与自然哲学学士）和劍橋大學（经济学博士），於1968至1976年間擔任麻省理工學院客席教授。他曾任教於牛津大學和劍橋大學。2002年起成為出任香港中文大學博文講座教授，2006年獲委任為晨興書院院長。
2018年8月29日於英國劍橋辭世，享壽82歲。

## 外部連結
- 莫理斯訪問 （页面存档备份，存于）
- 香港中文大學榮譽社會科學博士莫理斯爵士讚辭 （页面存档备份，存于）